# Liste der Monuments historiques in Chaux-Neuve
Die Liste der Monuments historiques in Chaux-Neuve führt die Monuments historiques in der französischen Gemeinde Chaux-Neuve auf.

## Liste der Immobilien
| Bezeichnung       | Beschreibung           | Standort               | Kennzeichnung | Schutzstatus | Datum | Bild           |
| ----------------- | ---------------------- | ---------------------- | ------------- | ------------ | ----- | -------------- |
| Kirche St-Jacques | ab dem 13. Jahrhundert | Rue de l’Église (Lage) | PA00101625    | Inscrit      | 1926  | weitere Bilder |

## Liste der Objekte
| Bezeichnung                                     | Beschreibung | Standort                        | Kennzeichnung | Schutzstatus | Datum | Bild           |
| ----------------------------------------------- | --- | ------------------------------- | ------------- | ------------ | ----- | -------------- |
| Skulptur Petrus                                 | Alabaster, 16. Jahrhundert | in der Kirche St-Jacques (Lage) | PM25000531    | Classé       | 1938  |                |
| Skulpturengruppe Heiliger Josef mit Jesusknaben | Holz, farbig gefasst, 17. Jahrhundert | in der Kirche St-Jacques (Lage) | PM25000532    | Classé       | 1962  |                |
| Zwei Flügel eines Marienaltars                  | Ölfarbe auf Holz, Ende des 16. Jahrhunderts | in der Kirche St-Jacques (Lage) | PM25000533    | Classé       | 1975  |                |
| Josefsaltar                                     | Seitenaltar in der ersten Kapelle auf der linken Seite; Altartisch, Retabel und zwei Gemälde; Holz, farbig gefasst und vergoldet, Ölfarbe auf Leinwand, erste Hälfte des 18. Jahrhunderts       | in der Kirche St-Jacques (Lage) | PM25000534    | Classé       | 1982  |                |
| Maria-Immaculata-Altar                          | Seitenaltar in der zweiten Kapelle auf der linken Seite; Altartisch, Retabel und Gemälde; Holz, farbig gefasst und vergoldet, Ölfarbe auf Leinwand, bezeichnet 1729                             | in der Kirche St-Jacques (Lage) | PM25000535    | Classé       | 1982  |                |
| Franz-Xaver-Altar                               | Seitenaltar in der dritten Kapelle auf der linken Seite; Altartisch, Retabel, Skulptur und Gemälde; Holz, farbig gefasst und vergoldet, Ölfarbe auf Leinwand, erste Hälfte des 19. Jahrhunderts | in der Kirche St-Jacques (Lage) | PM25000536    | Classé       | 1982  |                |
| Rechter Seitenaltar                             | Altartisch und Retabel; Holz, farbig gefasst und vergoldet, erste Hälfte des 18. Jahrhunderts                                                                                                   | in der Kirche St-Jacques (Lage) | PM25000537    | Classé       | 1982  |                |
| Taufaltar                                       | Retabel und Gemälde; Holz, farbig gefasst und vergoldet, Ölfarbe auf Leinwand, 18. Jahrhundert                                                                                                  | in der Kirche St-Jacques (Lage) | PM25000538    | Classé       | 1982  |                |
| 31 Kirchenbänke                                 | Holz, 18. Jahrhundert | in der Kirche St-Jacques (Lage) | PM25000539    | Classé       | 1982  |                |
| Hauptaltar                                      | Altartisch, Tabernakel, Retabel und Wandvertäfelung; Holz, farbig gefasst und vergoldet, 18. Jahrhundert                                                                                        | in der Kirche St-Jacques (Lage) | PM25001643    | Classé       | 1962  |                |
| Kanzel                                          | Eichenholz, vergoldet, 18. Jahrhundert, Claude-Ignace Loye zugeschrieben | in der Kirche St-Jacques (Lage) | PM25001996    | Inscrit      | 1981  | weitere Bilder |
| Kreuzigungsgruppe                               | Holz, 17. oder 18. Jahrhundert | in der Kirche St-Jacques (Lage) | PM25001997    | Inscrit      | 1981  |                |
| Weihwasserbecken                                | Marmor, bezeichnet 1881, Bildhauer Charles Humbert | in der Kirche St-Jacques (Lage) | PM25001998    | Inscrit      | 1982  |                |
| Kommunionbank                                   | | in der Kirche St-Jacques (Lage) | PM25001999    | Inscrit      | 1982  |                |